# Iglesia de San Francisco Javier (Roma)
La iglesia de San Francisco Javier en Garbatella (en italiano: chiesa de San Francesco Saverio alla Garbatella) es una iglesia parroquial de Roma, en el distrito de Ostiense (sector sur), en la prefectura XXIII, en la plaza Damiano Sauli. Es la sede del título cardenalicio "San Francesco Saverio alla Garbatella" actualmente ocupada por Franc Rodé.

## Historia
La iglesia, construida sobre un proyecto del arquitecto Alberto Calza-Bini (1881-1967), fue establecida como vicecura el 6 de diciembre de 1930, dependiente de la Basílica de San Pablo Extramuros y confiada al clero diocesano de Roma. El papa Pío XI la erige como parroquia, mediante la constitución apostólica "Quo omnes sacrorum", el 1 de mayo de 1933, y es la sede del título cardenalicio "San Francesco Saverio alla Garbatella".
La iglesia se hizo famosa porque fue la primera parroquia visitada por Juan Pablo II tan pronto como fue elegido Papa; de hecho, tres meses después de la elección, el domingo 3 de diciembre de 1978, el pontífice visitó el barrio y la parroquia, a la que estaba vinculado por un recuerdo particular y personal:

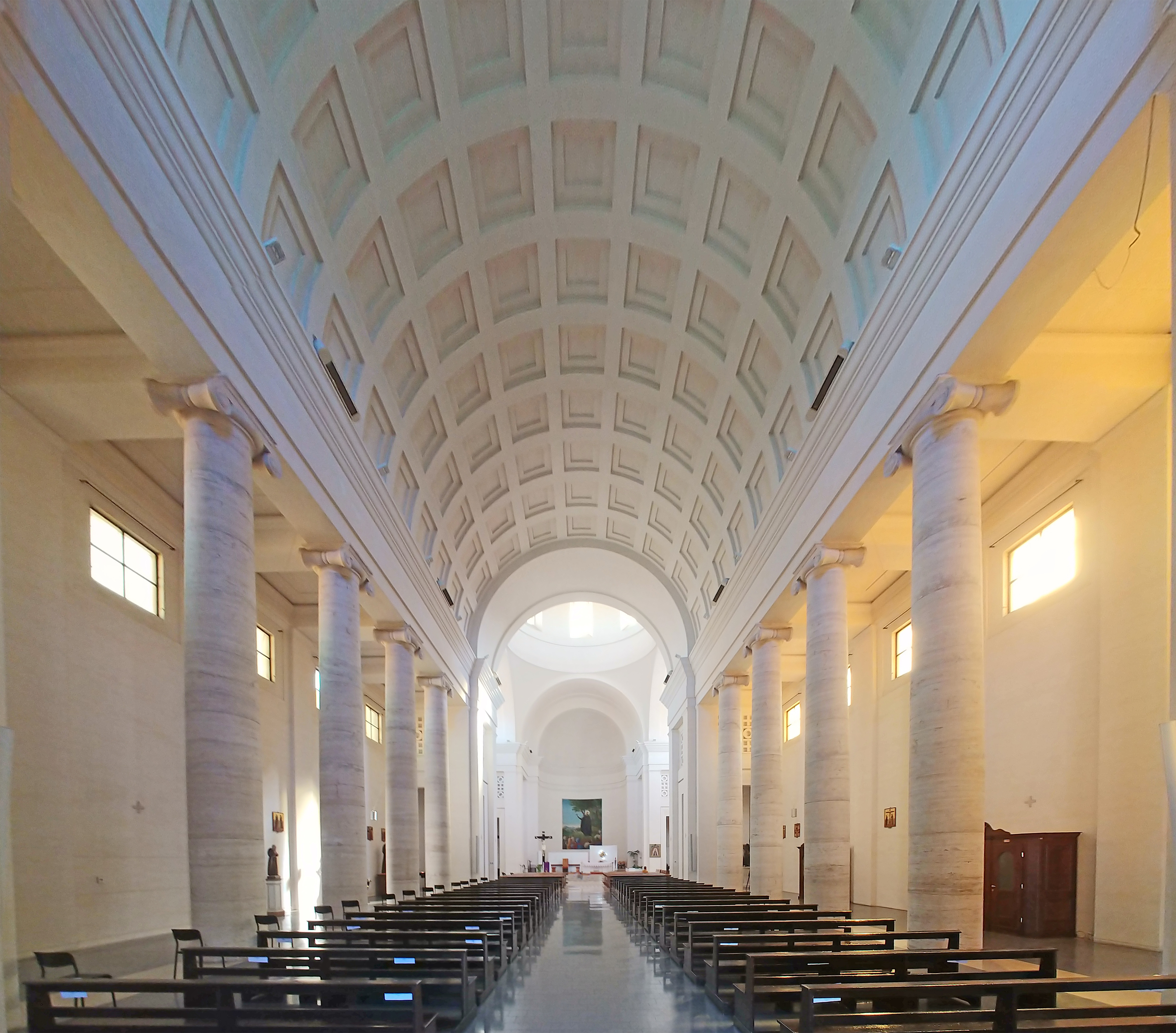
El interior

«Es para mí una gran alegría poder visitar como primera parroquia romana, precisamente la vuestra, a la que me une un recuerdo particular. Efectivamente, en los años de la última postguerra, siendo estudiante en Roma, casi todos los domingos venía precisamente a la Garbatella, para ayudar en el servicio pastoral. Todavía están vivos en mi memoria algunos momentos de aquella época, aunque en el curso de más de treinta años, me parece que las cosas han cambiado aquí enormemente.»
(Juan Pablo II, Homilía pronunciada el 3 de diciembre de 1978)

## Descripción

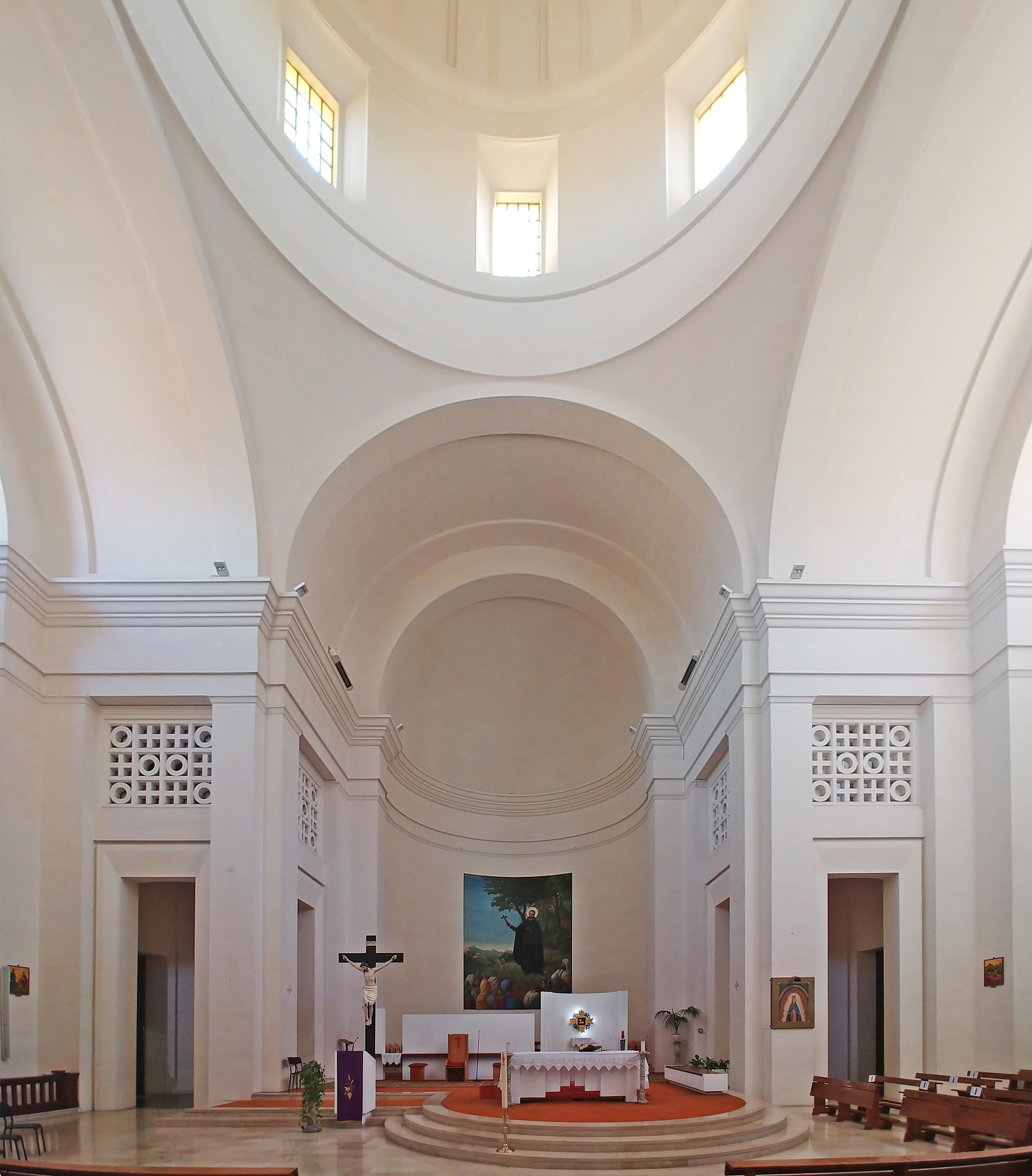
El presbiterio

La fachada es de ladrillo y travertino; el portal central está coronado por una gran ventana en una luneta, sobre la cual el escudo de armas de Pío XI . La iglesia está enriquecida por una cúpula alta.
El interior de la iglesia tiene tres naves, divididas por columnas con capiteles de estilo jónico, con crucero. En el ábside hay un gran lienzo que representa al santo en el acto de la predicación. En el crucero hay otros dos lienzos: a la derecha, la representación de la Virgen del Divino Amore ayudando a Roma tras los bombardeos de 1943; a la izquierda Jesús en gloria con ángeles. A los lados de la entrada dos bronces con la Crucifixión y la Virgen.